# Паратаксис
Парата́ксис (от греч. παράταξις, parátaxis — «выстраивание рядом») — способ построения сложного предложения. При паратаксисе отсутствуют формальные средства связи (союзы, относительные местоимения и др.), позволяющие установить логическое соотношение простых предложений в составе сложного.
В отечественной лингвистике паратаксис зачастую рассматривается как синоним термина «сочинение» (классификация по формальному признаку). В зарубежной лингвистике паратаксис, наряду с гипотаксисом, является одним из видов организации сложного предложения, как сложносочиненного, так и сложноподчиненного (классификация по логике содержания).